# Граждански права
Граждански права са гарантирани на гражданите от държавата. Докато човешките права са естествено присъщи на хората, то гражданските права са отдадени от държавата на нейните граждани и са гарантирани от законите.
Гражданските права се отличават от гражданските свободи в две насоки. Първата е, че те се отнасят по-скоро към груповите права – като етнически, полови, расови или религиозни, а не към индивидуалните права. Затова и понякога този термин може да се използва и като синоним за малцинствени права. Борбата за граждански права придобива универсално значение и е съществена част от политиката на много демократични страни и редица международни организации като ООН, Съвета на Европа и др., които се стремят да защитават малцинствата (религиозни, расови, етнически и т.н.). Втората разлика се състои в това, че концепцията за гражданските права отбелязва прехода от класическия възглед за конституционни свободи като самоограничаване на правителството и политическия елит по отношение на действията си спрямо гражданите към по-широкото съвременно разбиране за това, че конституционната свобода се изпълва със смисъл тогава, когато е налице активно гражданско участие, което включва преки политически действия, организирани за постигане на конкретна цел, за влияние над правителствена политика, чрез обществени и други групи за натиск.

## Примери
Повечето най-важни граждански права са вписани в законовите уредби на държавите и различни международни актове. Примери за граждански права са правото на упражняване на глас, правото на лична свобода, правото на справедливо разследване и процес, правото на защита, на мирен протест и др. Когато с развитието на обществено-политическите процеси се окаже, че описаните права не са достатъчно обхватни и адекватни на социално-политическите условия, се появяват движения за граждански права, които изискват равна защита на всички граждани и закони, ограничаващи евентуална дискриминация срещу определени групи в обществото.